# Vermoeden van Brocard
In de getaltheorie, een deelgebied van de wiskunde is het vermoeden van Brocard een vermoeden dat er ten minste vier priemgetallen liggen tussen de twee kwadraten {\displaystyle (p_{n})^{2}} en {\displaystyle (p_{n+1})^{2}}, te beginnen met {\displaystyle p_{n}=3}, van twee opvolgende priemgetallen {\displaystyle p_{n}} en {\displaystyle p_{n+1}}.
{\displaystyle \pi ((p_{n+1})^{2})-\pi ((p_{n})^{2})\geq 4}
waarin de {\displaystyle \pi } de priemgetal-telfunctie is. Het wordt algemeen aangenomen dat het vermoeden van Brocard correct is. Het vermoeden is naar de Franse wiskundige Henri Brocard genoemd. Het aantal priemgetallen tussen kwadraten van priemgetallen, te beginnen met {\displaystyle p_{n}=2}, bedraagt 2, 5, 6, 15, 9, 22, 11, 27, ...
Er ligt volgens het vermoeden van Legendre een priemgetal tussen iedere twee opeenvolgende kwadraten van gehele getallen. Dat betekent dat er ten minste twee priemgetallen liggen tussen kwadraten van priemgetallen voor {\displaystyle p_{n}\geq 3} aangezien {\displaystyle p_{n+1}-p_{n}\geq 2}.
De vermoedens van Brocard en van Legendre zijn nog niet bewezen.